# René Pleven
Pour les articles homonymes, voir Pleven.
 (janvier 2017).
René Pleven, né le 15 avril 1901 à Rennes (Ille-et-Vilaine) et mort le 13 janvier 1993 à Paris (Île-de-France), est un homme d'État français.
Personnalité importante de la France libre pendant la guerre, il sera ensuite élu des Côtes-du-Nord (aujourd'hui Côtes-d'Armor) jusqu'en 1973. Il fut président du Conseil et ministre sous la IVe République puis Garde des Sceaux pendant la Ve République, sous la présidence de Georges Pompidou.

## Biographie

### Jeunesse et études
Pleven naît à Rennes au début du siècle. Son père est un officier de l'armée de terre, et avait été chargé d'accompagner le capitaine Dreyfus lors de la révision de son procès.
Bon élève, le jeune René est le condisciple de Raphaël Moreau au lycée de Laval. Une fois le baccalauréat obtenu, il s'inscrit à la faculté de droit de l'université de Rennes. Il rejoint l'École libre des sciences politiques, et étudie le droit par correspondance, puis à la Sorbonne. Il obtient une licence de droit et sort de Sciences Po classé dans les trois premiers de sa section (finances publiques). Il fréquente la conférence Olivaint, dont il fut le président en 1920. Il y rencontre Georges Bidault futur président du Conseil national de la Résistance et président du Conseil, ainsi qu'Henry du Moulin de Labarthète, le futur directeur de cabinet de Pétain à Vichy. Il échoue au concours de l'Inspection générale des finances.
Dès ses 18 ans (1919) il milite dans des milieux pacifistes favorables à la SDN, ce qui le rapproche des idées d'Aristide Briand. Il passe son service militaire en 1921 à dépouiller des documents en vue de la rédaction d'un ouvrage de Philippe Pétain, ce qui lui permet de rencontrer le capitaine de Gaulle, professeur à Saint Cyr, alors dans l'entourage de Pétain.
Pétain permet à Pleven de poursuivre, parallèlement à ces recherches, sa thèse de doctorat de droit sur la politique sociale pour les ouvriers agricoles de Lloyd Georges. Pleven se rend en Grande-Bretagne pendant cinq semaines pour mener sa recherche.
Une fois sa thèse obtenue en 1924, il épouse Anne Bompard, fille de Raoul Bompard, grand avocat et député dreyfusard.

### Parcours professionnel
Ne parvenant pas à entrer dans la haute fonction publique, il devient rédacteur en chef de la revue syndicale des industriels de la conserverie.
En 1925, il entre au service de Jean Monnet dans la filiale française de la Banque américaine Chase National Bank qui s'occupe de la reconstruction financière des États polonais puis roumain. Pleven établit aussi des prêts aux États allemand et italien.
En 1928, il est repéré par la compagnie de téléphone de Chicago (l'Automatic Telephone Company). Il est muté à Londres (1934) et dirige les opérations pour toute l'Europe (1939). Ce poste important lui donne une grande aisance financière et lui permet de multiplier les contacts aux États-Unis (où il se rend souvent) et en Pologne (où il travaille au développement du réseau téléphonique). Dans ce pays, sa connaissance des milieux bancaires facilite le financement de l'équipement téléphonique (en particulier grâce à une filiale de la Chase National Bank de Milan). Sa connaissance de l'Europe et ses convictions le conduisent à prendre position contre les accords de Munich et même pour une intervention en Espagne.

### Début du parcours politique
À la déclaration de guerre, Monnet le rappelle à ses côtés au Comité de coordination franco-britannique, un organisme chargé de dresser l'inventaire des commandes d'armement. Il est envoyé par Daladier et les Anglais acheter des avions américains. Reçu par Roosevelt, il réussit à effectuer l'achat, malgré le contexte électoral américain encore assez isolationniste. La seconde livraison arrive trop tard. En mai et juin 1940, Pleven assiste Monnet dans son projet de fusion franco-britannique en un seul État combattant. Pleven travaille directement avec Monnet et Churchill et le général de Gaulle qui représente alors le gouvernement de Reynaud à Londres le 16 juin. Mais Pétain prend le pouvoir le jour d'après.

### Parcours politique actif

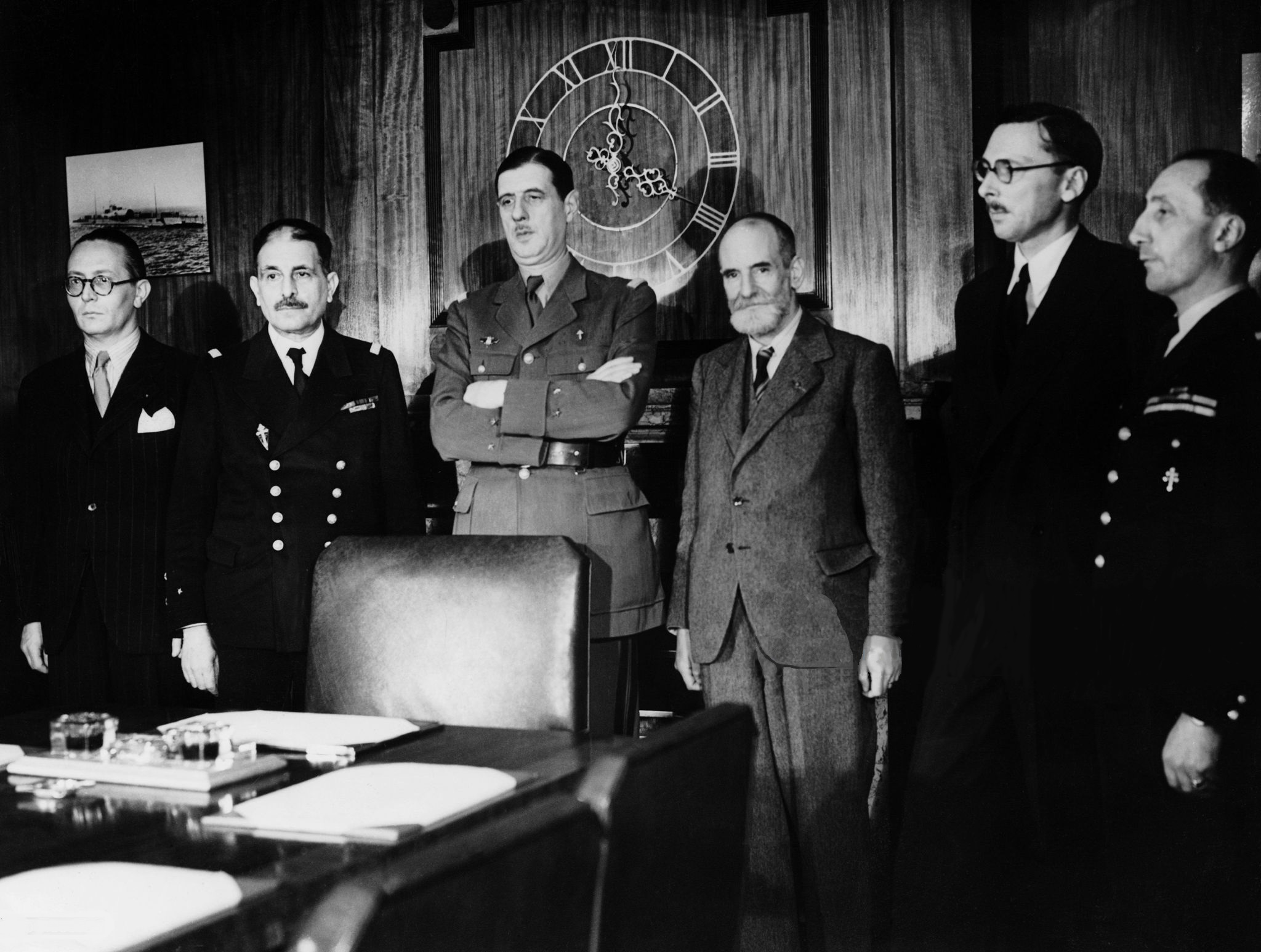
René Pleven au sein du Comité national français à Londres.

Après l'arrivée de De Gaulle à Londres, Pleven et Monnet se rendent à Bordeaux le 19 et le 20 juin pour tenter d'obtenir du nouveau gouvernement le repli des troupes encore disponibles en Algérie ou en Grande-Bretagne et pensent évacuer une partie du personnel politique vers Londres, mais cette démarche est un échec auprès de ce nouveau gouvernement qui a d'ores et déjà abandonné toute idée de résistance. Il a quand même la chance de retrouver sa famille à Bordeaux et peut la ramener avec lui. Le général de Gaulle quant à lui a lancé un appel à la résistance. Monnet et la majorité du personnel diplomatique partent aux États-Unis. Mais Pleven hésite (« Personnellement, je m'interrogeais sur ce qu'était mon devoir. Je n'ai jamais pensé une minute qu'il fallait cesser le combat mais je me demandais si, étant donné la formation que j'avais reçue — fils d'officier rappelons-le — qui était comme celle de beaucoup de Français une formation de loyalisme au gouvernement, aux institutions, si vraiment je pouvais rompre avec tout cela »). Après avoir écouté de Gaulle dans une réunion, il croise les pêcheurs de l'île de Sein qui viennent de suivre l'appel, ce qui le convainc d'abandonner son confort pour la France libre (engagement en juillet) où il est rapidement chargé d'assister René Cassin dans les négociations avec Winston Churchill sur la création de la France Libre.
Félix Éboué ayant donné des signes positifs sur un éventuel ralliement de l'Afrique-Équatoriale française (AEF) à de Gaulle, le Général décide d'envoyer ses représentants sur place, où le gouverneur vichyste Boisson était confronté à une volonté de résistance d'une partie importante de la colonie. Avec De Boislambert et Leclerc, militaires, il est envoyé avec de faux papiers via Lisbonne pour rallier ces colonies. Depuis Lagos, ils combinent rapidement avec des gaullistes réfugiés (D'Ornano, Larminat) une opération rapide : Pleven atterrit au Tchad, à Fort Lamy, où Éboué fait rallier toute la colonie. Parallèlement, Leclerc a réussi un rapide et audacieux coup de main permettant le ralliement du Cameroun à la France libre d'où il conquiert audacieusement le contrôle du Gabon. De Larminat ayant soumis Brazzaville, Pleven peut se rendre en Oubangui-Chari et recevoir le ralliement de la dernière colonie de l'AEF, désormais tout entière ralliée à Londres. Il rétablit les finances de l'AEF en imprimant de la monnaie. De Gaulle le rappelle à Londres pour en faire le directeur des affaires extérieures et économiques (début 1941) et il prend un rôle important en particulier lors de l'absence de De Gaulle en 1941. « Au début 1942, il occupe le premier rang dans la hiérarchie des commissaires nationaux avec la responsabilité de coordonner les départements administratifs civils. René Pleven s'occupe donc d'administration, de diplomatie, d'économie, de finances, tout en suivant à Londres puis à Alger, les importants dossiers coloniaux ». Il est en effet successivement commissaire aux Colonies, puis aux Affaires étrangères dans le Comité français de libération nationale et enfin après le décès soudain d'Aimé Lepercq, aux Finances dans le Gouvernement provisoire de la République française, basé à Paris,. Il préside également cette même année la conférence de Brazzaville.
Après avoir institué l'emprunt de la Libération engagé par son prédécesseur Aimé Lepercq, entretemps décédé à Harnes, celui-ci ayant eu le temps de publier l'ordonnance du 18 octobre 1944 sur la confiscation des profits illicites sous l'occupation allemande, René Pleven, nommé par de Gaulle le 16 novembre,, continua sa politique.
Ayant des différends entre autres avec Pierre Mendès France, lui même ayant démissionné le 6 avril 1945 après avoir préconisé en vain la solution d'assainissement monétaire de Camille Gutt, il quitta également le gouvernement le 26 janvier 1946 pour se consacrer à sa députation bretonne.

### Après-guerre: député
Il est élu député des Côtes-du-Nord (aujourd'hui Côtes-d'Armor) dès 1945 et ce jusqu'en 1969. Bien que de sensibilité démocrate-chrétienne, il ne rejoint pas le MRP et crée son propre parti, l'UDSR, dont il est président de 1946 à 1953. Il siège ensuite sous diverses étiquettes centristes.
Entretemps, le plan Marshall a aidé la France à partir de 1950 à retrouver une certaine croissance, celle-ci stagnant jusqu'en 1950 (voir plus haut),, juste après le retour de Pleven en politique.

### Président du conseil
Devenu maintenant président du Conseil en juillet 1950, il forme un gouvernement composé des alliés de la Troisième Force. En octobre 1950, il présente à l'Assemblée nationale son projet d'une armée européenne commune placée sous le contrôle de l'OTAN, projet connu sous le nom de Communauté européenne de défense.
En 1951, il cofonde le Comité d'étude et de liaisons des intérêts bretons (CELIB), dont il reste président jusqu'en 1972.
Début 1954, alors ministre de la Défense, il prend position en faveur d’une évolution du statut de l’Algérie, ce qui provoque de violentes manifestations des colonialistes à son encontre, qui le frappent au visage.

### Ministre et soutien de Pompidou
En 1957, il est également membre de la Fondation culturelle bretonne.
En 1958, il vote la réforme constitutionnelle aboutissant au retour au pouvoir du général de Gaulle.
En 1969, il soutient la candidature présidentielle de Georges Pompidou et devient garde des Sceaux (1969-1973) des gouvernements Chaban-Delmas et Messmer. Il laisse son nom à la loi Pleven de 1972 qui sanctionne le délit d'incitation à la haine. Le 12 décembre 1972, il inaugure le nouveau bâtiment de l'École nationale de la magistrature à Bordeaux, dont il a lancé et soutenu le projet.
Sa défaite aux législatives en mars 1973 met un terme à sa carrière politique.

### Autres mandats et écriture d'un ouvrage
Il fut élu :
- président du conseil général des Côtes-du-Nord de 1948 à 1976 ;
- président de l'établissement public régional (EPR) de Bretagne, élu en janvier 1974, réélu en février 1975 puis en février 1976 ;
- président de la commission de développement économique régional (CODER).

René Pleven publie en 1961 l’Avenir de la Bretagne, et s’exprima régulièrement dans le Petit Bleu des Côtes-du-Nord, journal qu'il a créé et qu'il dirigea pendant trente ans.
Il n'est pas réélu député, pour la première fois depuis la fin de la Seconde Guerre mondiale, en 1973, battu par 51 voix par le socialiste Charles Josselin.

### Décès
Il meurt en 1993 dans le 17e arrondissement de Paris, et est inhumé dans le cimetière de Dinan (carré no 6).

### Héritage politique
René Pleven, démocrate-chrétien convaincu, a été un acteur politique constamment présent pendant 40 ans. Cependant au XXIe siècle, peu d'hommes politiques revendiquent son héritage, en raison de son manque d'engagement au sein d'une force politique dominante.

### Famille
René Pleven a épousé Anne Bompard (fille de Raoul Bompard) et a eu deux enfants : Françoise Pleven, épouse de Louis Andlauer, et Nicole Pleven, épouse de Stanislas Mangin puis de l'éditeur Michel Worms de Romilly (descendant d'Olry Worms de Romilly). Il est le grand-père de David Mangin et l'arrière grand-père de la sociologue Jeanne Lazarus (compagne de l'historien et ancien ministre Pap Ndiaye).

## Fonctions gouvernementales
- Commissaire aux Colonies du gouvernement Charles de Gaulle (1) (du 26 août au 10 septembre 1944)
- Ministre des Colonies du gouvernement Charles de Gaulle (1) (du 10 septembre au 16 novembre 1944)
- Ministre des Finances du gouvernement Charles de Gaulle (1) (du 16 novembre 1944 au 21 novembre 1945)
- Ministre de l'Économie nationale du gouvernement Charles de Gaulle (1) (du 6 avril au 21 novembre 1945)
- Ministre des Finances du gouvernement Charles de Gaulle (2) (du 21 novembre 1945 au 26 janvier 1946) 
Il s’oppose à Pierre Mendès France sur l’avenir économique et financier du pays.
- Ministre de la Défense nationale du gouvernement Georges Bidault (2) (du 29 octobre 1949 au 2 juillet 1950)
- Ministre de la Défense nationale du gouvernement Henri Queuille (2) (du 2 au 12 juillet 1950)
- Président du Conseil (du 12 juillet 1950 au 10 mars 1951)
- Vice-Président du Conseil du gouvernement Henri Queuille (3) (du 10 mars au 11 août 1951)
- Président du Conseil (du 11 août 1951 au 20 janvier 1952) 
Comme président du Conseil, il lance la Communauté européenne de défense (CED) et la Communauté européenne du charbon et de l'acier (CECA). Il parvient à faire ratifier cette dernière.
- Ministre de la Défense nationale du gouvernement Antoine Pinay (du 8 mars 1952 au 8 janvier 1953)
- Ministre de la Défense nationale et des Forces armées du gouvernement René Mayer (du 8 janvier au 28 juin 1953)
- Ministre de la Défense nationale et des Forces armées des gouvernements Joseph Laniel (du 28 juin 1953 au 19 juin 1954) 
Il doit faire face à la dégradation de la situation en Indochine.
- Ministre des Affaires étrangères du gouvernement Pierre Pflimlin (du 14 mai au 1er juin 1958)
- Garde des Sceaux, ministre de la Justice du gouvernement Jacques Chaban-Delmas (du 22 juin 1969 au 6 juillet 1972)
- Garde des Sceaux, ministre de la Justice du gouvernement Pierre Messmer (1) (du 6 juillet 1972 au 15 mars 1973) 
Rallié à la candidature de Georges Pompidou en 1969, il fait adopter la loi anti-casseurs.

## Décorations
- Compagnon de la Libération (décret du 20 mai 1943)
- Commandeur de l'ordre du Mérite maritime
- Ordre de l'Empire britannique à titre civil, chevalier grand-croix
- Grand-croix de l'ordre d'Orange-Nassau (Pays-Bas)
- Grand officier de l'ordre de Léopold (Belgique)
- Grand-croix de l'ordre du Dannebrog (Danemark)
- Chevalier grand-croix de l'ordre du Mérite de la République italienne‎
- Grand cordon de l'ordre du Ouissam alaouite (Maroc)
- Grand-croix de l'ordre du Million d'Éléphants (Laos)
- Membre de l'ordre de l'Hermine en 1972

## Publication
- Avenir de la Bretagne, Calmann-Lévy, coll. « Questions d'actualité », 1961, 257 p.

## Archives
- Les papiers personnels de René Pleven sont conservés aux Archives nationales, à Pierrefitte-sur-Seine, sous la cote 560AP : Inventaire du fonds.

## Hommages
Plusieurs villes de Bretagne ont donné son nom à une rue, notamment Dinan, Plancoët, Ploubalay, Rennes, Saint-Brieuc.
Le centre hospitalier de Dinan porte son nom.
À Dinan, une plaque a été inaugurée en son honneur à l'hôtel de ville, le 18 juin 2023. Une exposition lui est également consacrée jusqu'au 30 juin 2023.

### Articles et ouvrages complémentaires
- Opération Gutt sur http://www.cadtm.org/spip.php?page=imprimer&id_article=9844.
- Michel-Pierre Chelini, L'emprunt de Libération nationale en France (Automne 1944), Solution budgétaire ou amnistie monétaire ? Revue historique, juillet-septembre 1992, n°583 (pages 157-179).
- Eric Roussel, Pierre Mendès France, Gallimard, 2007.
- Michel Margairaz, Études générales, L'État, les finances et l'économie: Histoire d'une reconversion 1932-1952. Volume II (https://books.openedition.org/igpde/2320), 9 avril 2013.
- Fabrice Grenard et Kenneth J.Mouré, L'épuration économique en France à la Libération, sous la direction de Marc Bergère (https://books.openedition.org/pur/4770), 24 février 2015.